# Pia Crozet
Pia Crozet (Roanne, França, 9 de gener de 1950) és una escultora francesa establerta a Catalunya des dels anys setanta.
Formada a l'Acadèmia Charpentier de París, posteriorment estudià a l'Escola Superior de Belles Arts de Valença, entre els anys 1969 i 1971, i a l'Escola Superior de Belles Arts de Perpinyà. El 1973 va obtenir el Diploma Nacional d'Escultura a França. Es traslladà a Catalunya i s'instal·là a Blanes, la primera de les diverses poblacions de les comarques gironines on ha treballat. A Girona, participà activament en la recuperació del patrimoni històric i artístic de la ciutat, especialment el centre Isaac el Cec, al Call de Girona, juntament amb el seu marit Josep Tarrés.

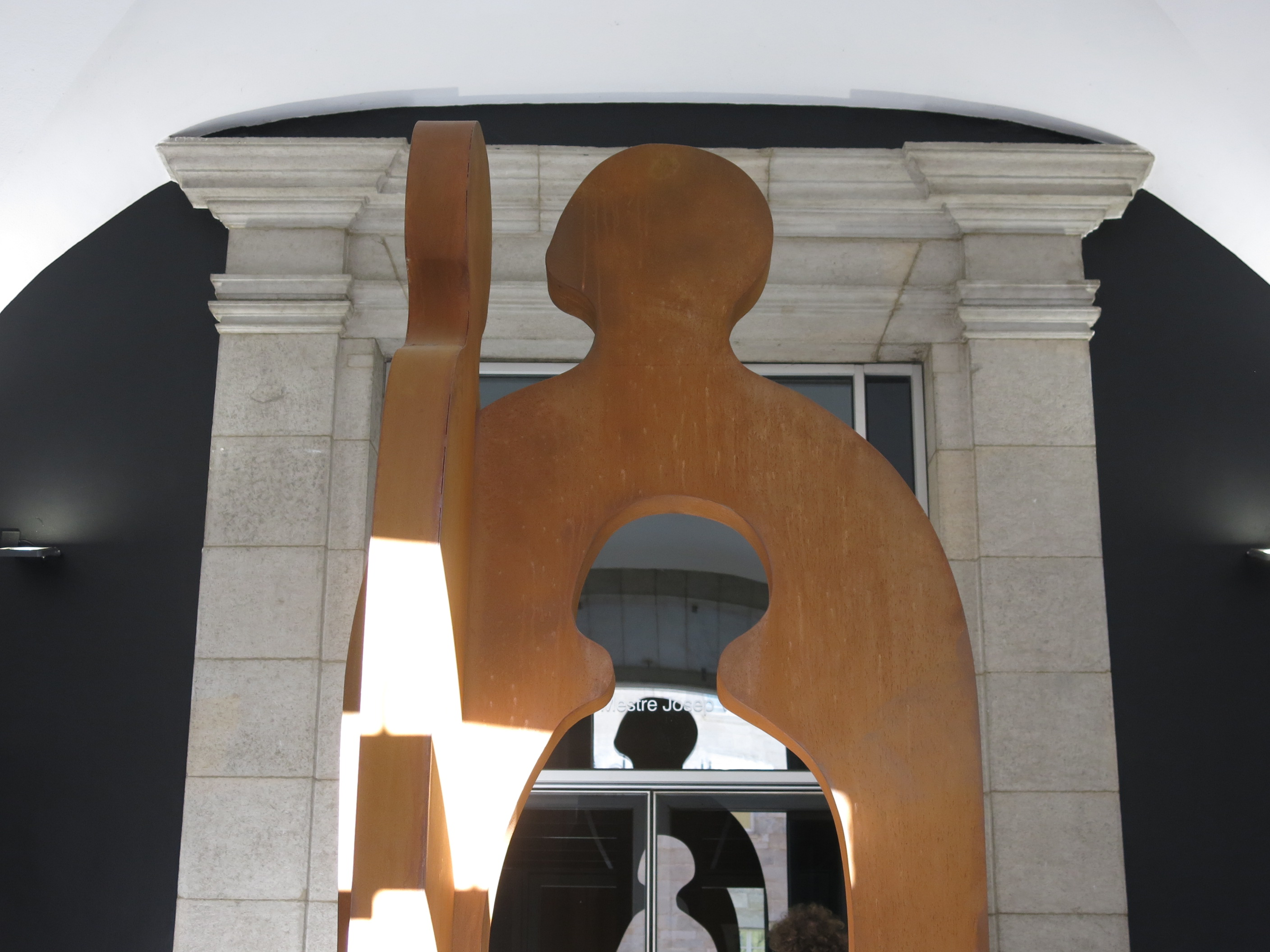
Escultura de Pia Crozet al vestíbul de la Casa de Cultura de Girona

En la seva obra inicial dominaven les formes abstractes que han derivat en una figuració molt estilitzada. Treballa especialment el marbre i l'alabastre, materials translúcids dels quals aprofita molt bé els efectes de la llum, i també els metalls, especialment l'acer. A més de l'escultura ha fet obra pictòrica de gran format i el 2007 va ser l’autora escollida per fer el tapís de l'Escola Municipal d'Art al centre cultural La Mercè. Té molta obra pública a la ciutat de Girona com «El crit de la bruixa», als Jardins de la Francesa, «A Josep Pla», a la plaça de Josep Pla, o al vestíbul de la Casa de Cultura, a la Plaça de l'Hospital. La seva obra està representada en col·leccions com la Parc Art a Cassà de la Selva o també a la Fundació Vila Casas. Ha exposat a Girona, en diversos municipis de Catalunya, i a països com França o Alemanya.

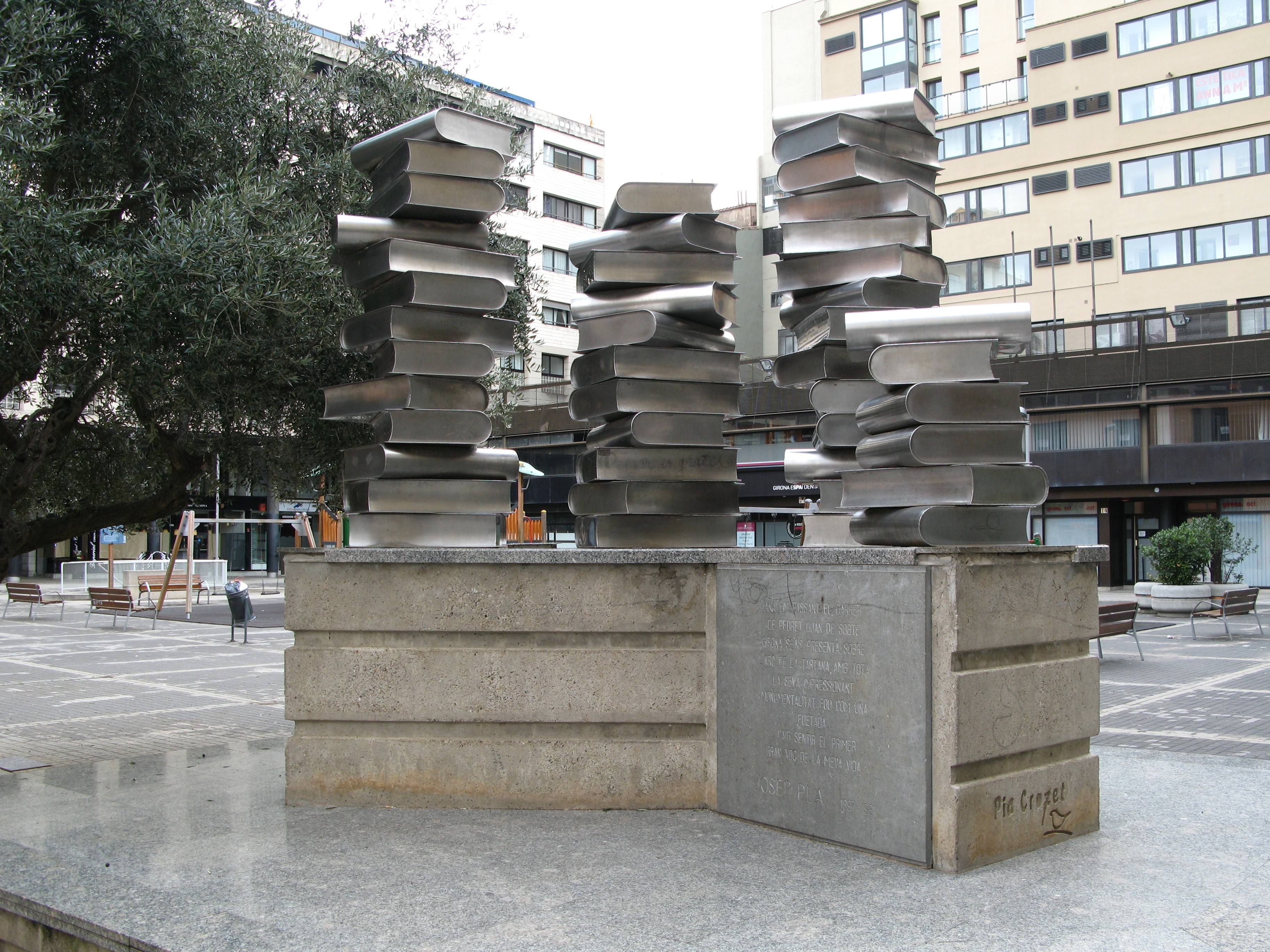
Monument a Josep Pla